# Luboszyce (województwo lubuskie)
Luboszyce (niem. Liebesitz, łuż. Lubošojce) – wieś w Polsce położona w województwie lubuskim, w powiecie krośnieńskim, w gminie Gubin.
W latach 1975–1998 miejscowość administracyjnie należała do województwa zielonogórskiego.
Nazwa miejscowości ma łużyckie korzenie. W źródłach pisanych po raz pierwszy pojawiła się w 1452 roku pod nazwą niem. Lubusy, w 1632 roku Lubesis, Lubesitz w 1714 roku, Lubschutz w 1750 roku i do 1945 roku jako Liebesitz. Rodzina Dalwitz była pierwszym odnotowanym w dokumentach właścicielem wsi, a kolejnymi właścicielami były rody: von Heide (1527 rok), Grünberg i Löbenów (1578), von Strachwitz (1658), von Auritz, Tschander, von Maxen, a od 1764 do 1945 ród von Seydel. W latach 1846–1860 Eugeniusz Gustaw Edmund Seydel zbudował pałac, neogotycki, murowany, piętrowy z wieżą od wschodu i werandą od zachodu. Zabudowania gospodarcze powstały w XVIII i do połowy XIX wieku. W sąsiedztwie pałacu znajduje się 3 ha park krajobrazowy z XVIII–XIX wieku oraz dęby szypułkowe. W pobliżu wsi znajduje się eponimiczne stanowisko archeologiczne kultury luboszyckiej z II-IV w. (osada z 10 jamami, cmentarzysko z 132 grobami, cmentarzysko warstwowe z 26 skupiskami).
We wsi była od 12 czerwca do 18 września 1945 roku komenda wojskowa, a jej komendantem był ppor. Zenon Przeradzki z 38. Pułku Piechoty.

## Zabytki
Do wojewódzkiego rejestru zabytków wpisany jest:
- zespół pałacowy, z XVIII wieku/XIX wieku:
  - park
  - czworak, z XVIII wieku/XIX wieku, parterowy murowany. Jest zbudowany na rzucie wydłużonego prostokąta i nakryty wąskim dachem dwuspadowym. Do zespołu pałacowego należy również szachulcowa stodoła, która została wzniesiona na przełomie XVIII i XIX wieku[10]
  - pałac z XIX wieku, zbudowany w latach 1847–1860 w stylu neogotyckim. Jest murowaną piętrową budowlą założoną na planie prostokąta[4]. W elewacji frontowej i tylnej narożnej posiada ryzalit. Korpus posiada dach czterospadowy[10]. Do elewacji bocznej od wschodu przylega czworoboczna wieża, która jest zakończona krenelażem. Od strony zachodniej ma wieloboczną przybudówkę. Trójarkadowe wejście główne znajduje się w przyziemiu ryzalitu, który jest flankowany dwiema wielobocznymi wieżyczkami[11] i zwieńczony schodkowatym szczytem[10]. W elewacji północnej znajduje się drugie wejście ogrodowe. Gzymsy, głównie ząbkowe podkreślają różnorodność elewacji. We wnętrzu budowli zachowała się rzeźbiona neogotycka klatka schodowa oraz klasycystyczne nadproża. Znajdują się tu również oryginalne elementy stolarki drzwiowej i okiennej. Dawny folwark z pałacem po II wojnie światowej był przez wiele lat zarządzany przez PGR. W 1969 roku przeprowadzono jego remont i był użytkowany przez dzierżawców dawnego majątku[10]. Przez ponad 10 lat był opuszczony i od końca 2024 r. jest w rękach prywatnych[potrzebny przypis].